# Битва при Сачхоні

Зменшена репліка кобуксону — «корабля-черепахи» (Військовий музей Кореї, Сеул, РК).

Битва при Сачхоні (кор. 泗川海戰, 사천 해전, яп. 泗川海戦; 8 липня 1592) — морський бій, що відбувся між японським і корейським флотом у порту корейського міста Сачхон в ході Імджинської війни. Перша битва другої кампанії Лі Сунсіна, в якій вперше було використано корейські броненосці кобуксони.

## Короткі відомості
Після поразки японців у битві при Окпо 16 червня 1592 року, японське командування вирішило покінчити з корейським флотом і Лі Сунсіном, затягнувши його у пастку в порту міста Сачхон. Планувалося виманити адмірала шляхом заволікання до порту союзної йому флотилії Вон Гюна. На підходах до Сачхону, де знаходився високий скелястий мис, були посаджені снайпери, а у сусідніх бухтах Коняну і Танпхо було виствалено 12 і 30 кораблів відповідно. За задумом японських полководців, снайпери мусили застрелити Лі Сунсіна, коли він наближатиметься, до порту, а кораблі — взяти його флот у кліщі і знищити.
На початку липня Лі Сунсін отримав від розвідників інформацію про місце розташування японських морських сил. Він побоювався, що противник може напасти на базу лівого флоту провінції Чолла, а тому вирішив завдати превентивного удару. Крім цього, виступ адмірала пришвидшила небезпека знищення правого флоту провінції Кьонсан під командуванням Вон Гюна, залишки якого числом у 3 кораблі самовільно рушили на захоплення міста Конян.
Зранку 8 липня 1592 року Лі Сунсін вийшов у море в напрямку бухти Конян. Його флот нараховував 23 судна: 21 широкопалубного корабля пханоксона і 2 «корабелів-черпах» кобуксонів. По дорозі адмірал розділив свої сили на дві групи. Перша, яку очолив сам Лі Сунсін, складалася з 14 пханоксонів і кобуксонів; вона пливла до Коняну для допомоги союзному флоту Вон Гюна. Друга група складалася з 9 пханоксонів; вона направлялася до бухти Танпхо і мусила завадити японській атаці з тилу.
Тим часом 12 японських кораблів, що перебували у бухті Коняну, почали передислокацію у порт Сачхона. Комадувач корейського правого флоту Вон Гюн вирішив, що противник відступає і подався наздоганяти його. Незважаючи на помилкове рішення союзника, Лі Сунсін рушив за ним, намагаючись врятувати від повного розгрому.
Наближаючись до Сачхона, флагманський корабель Лі Сунсіна пропливав повз скелястий мис, де засіли японські снайпери. Здійнялася стрілянина, в ході якої адмірал був важко поранений в плече. Лі Сунсін розгадав задум противника і розпочав удавану втечу. 12 японських кораблів під командуванням Кірісіми Мітіюкі розцінили її як доказ загибелі адмірала і кинулися за корейським флотом навздогін. Коли японські судна наблизились на відстань гарматного пострілу, ескадра Лі Сунсіна зупинилась, вишикувалася у ланцюг і відкрила про противнику артилерійський вогонь. Японці, які не мали корабельної артилерії, були спантеличені, і, замість того щоб відступити, рушили на абордаж корейських суден. В цю мить Лі Сунсін пустив на них броньовані залізом і озброєні 30 гарматами «корабелі-черепахи». Вони врізалися у ряди японських суден і стали неспинно обстрілювати їх. Японські солдати намагалися взяти броненосці на абордаж, але не змогли, оскільки його палуба була покрита залізним дахом із шипами. Атака неприступних «кораблів-черепах» спричинила паніку серед противника, який поспіхом став відступати до берега.
Дізнавшись про початок битви у порту Сачхона, 30 японських кораблів, що перебували у сусідній бухті Танпхо, рушили на допомогу союзникам. Однак їх спинили 9 корейських суден другої групи флоту Лі Сунсіна. Корейці обстріляли кораблі противника і стали утікати, заволікаючи його на мілководдя. Японці спіймалися на ворожий трюк і в результаті сіли на косу поблизу острова Садо.
В ході битви корейський флот не втратив жодного корабля. Натомість третина японських кораблів була потоплена. Корейські вояки зайняли бухту і місто Конян і заволоділи водами в районі Норянської протоки. Перемога Лі Сунсіна поставила під загрозу безпеку японських транспортних комунікацій між Пусаном і Японією.

### Відео
- Битва при Сачхоні 1 // Безсмертний Лі Сунсін
- Битва при Сачхоні 2 // Безсмертний Лі Сунсін
- Битва при Сачхоні 3 // Безсмертний Лі Сунсін
- Битва при Сачхоні 4 // Безсмертний Лі Сунсін [Архівовано 21 жовтня 2016 у Wayback Machine.]